# Bogra Sadar
Bogra Sadar è un sottodistretto (upazila) del Bangladesh situato nel distretto di Bogra, divisione di Rajshahi. Si estende su una superficie di 176,58 km² e conta una popolazione di 555.014  abitanti (censimento 2011).